# 南光集团
南光（集团）有限公司（葡萄牙語：Nam Kwong - União Comercial e Industrial, Limitada，又称中国南光集团有限公司，简称南光集团），SLM，是一家经营日用消费品贸易、酒店旅游会展及配套服务业、地产经营开发和综合物流服务的大型企业集团，总部设在澳门。其前身为1949年8月成立的南光贸易公司，集团前身南光贸易公司于1949年8月创立，是澳门最早的中资机构。1985年8月，南光（集团）有限公司成立。2017年9月1日中国南光集团有限公司在横琴正式注册成立，南光集团在连通内地和澳门的经贸关系中起了重要作用。公司是澳门最大的石油产品供应商，拥有澳门唯一的油气中转储运和航煤专供设施，在澳门、桂林、杭州、加拿大等地拥有七家星级酒店，在珠海有大型仓储设施。

## 历史沿革
1949年五六月间，柯正平受命在澳门创立贸易公司的指令。经过数月筹备，1949年8月28日，柯正平受中国共产党委派在澳门借用新马路100号“新中行”的阁楼创立了南光贸易公司。启动资金5万港元、4套办公桌椅、4名员工。创始时担任南光公司副经理的符铁民，是琼崖纵队的代表，后历任香港五丰行副经理、广东省外贸局副处长等职。在广东省支前司令部领导下，1949年至1950年的主要任务是为支援广州市解放、海南岛解放和万山群岛解放输送粮食、发电用煤、无线电台、广东度春荒等短缺物资；1951年至1952年的主要任务是抢运两航事件中的中国航空公司通信课无线电车间器材、对华禁运战略物资，支援抗美援朝战争。
1952年夏季解决“关闸事件”中形成的由南光公司柯正平作为中方联络代表表达中国政府立场并参与中葡谈判、何贤代表澳门民间人士与中方沟通并陪同澳葡政府代表出席谈判的交流方式，在随后近30年里，成为中葡双方沟通澳门问题的基本模式。
此后，公司逐渐转向澳门本地的码头仓库、车队、贸易业务，1961年6月创办了澳门中国旅行社。作为中国出口商品在澳门的总代理，南光贸易公司大力宣传“爱祖国，用国货”，澳门大部分粮油食品、土畜产品的供给都是南光在经营，到1970年代中期，公司营业额已达八、九千万美元。
1984年7月1日，南光贸易公司实行政企分开，分为纯商业性质的南光贸易公司与准政治机构“南光公司”。1985年8月23日，南光贸易公司改组为南光（集团）有限公司正式在澳门注册成立。1987年9月21日新华社澳门分社在“南光公司”基础上成立。新华社澳门分社首任社长周鼎1987年6月出任南光公司副总经理，分社顾问柯正平是南光公司总经理、南光集团董事长。
到1990年代初，公司员工已有千余人，与七十多个国家和地区有经贸往来，在内地也有建设了60多个独资、合资企业。1994年公司营业额达16.36亿美元。
1990年代中后期，受亚洲金融危机、广信粤海破产事件影响和内部管理影响，多家外资银行陆续对南光发出收回全部贷款的要求，总额约25亿港元；同时南光在中资银行的债务也高达25亿元。在资不抵债情况下，南光的资金链即时断裂，濒临绝境。为保证澳门平稳回归，国务院决定挽救重振南光，批准以债转股方式解决54亿元债务，外贸部再提供2亿港元无息借款用于流动资金，从2000年起5年内免缴利润。1999年9月16日，新一届领导班子成立。1999年底确立了“振奋精神、转变观念、抓住机遇、再造辉煌”总体工作方针，“深入整改、稳健经营”任务。2007年，债转股工作基本完成。解决了原澳门中国旅行社的历史遗留问题，无偿接收了中石化属下的上海实华经济发展有限公司。  
2003年7月，经国家上级主管部门批复，澳门中旅（集团）有限公司合并到南光集团，（公司名称改为：澳门中国旅行社有限公司，2005年底改为：澳门中国旅行社股份有限公司）作为集团属下二级公司。通过企业架构的整合，进一步壮大了南光集团的整体实力，提高了在澳门地区及同行业中的影响，增强了企业综合竞争力。
2015年12月1日，國有資產監督管理委員會宣佈，经报国务院批准，南光（集团）有限公司和珠海振戎公司实施重组。
2019年11月，澳门特别行政区政府授予南光集团“银莲花荣誉勋章”；2021年1月，南光集团担任会长单位的澳门中国企业协会和澳门旅游商会两大重要社团分别获澳门特区政府授予“工商功绩勋章”和“旅游功绩勋章”，充分彰显了澳门社会对南光的广泛高度认可。

## 产业简介
日用消费品贸易：经营澳门本地的石油化工产品及粮油、农副产品，旗下的九澳油库是澳门唯一一家公共油库，南光石油“NKOIL”亦为澳门知名品牌。2007年初，公司与葡萄牙蒙塔-恩吉尔集团公司合作，向葡萄牙拓展葡萄酒、纸浆出口业务。
旅游酒店及配套服务业：公司在澳门拥有濠璟酒店、富豪酒店、帝濠酒店、京都酒店，在内地有杭州大酒店、桂林环球大酒店。旗下酒店多次接待各国政要和社会知名团体、人士。子公司澳门中旅是内地居民澳门遊的首批旅行社之一。
房地产开发经营：上海浦东新区华高一村、二村；花园小区华高苑；华高新苑；金高路商业街等。
综合物流服务：水陆货运、中转、国际多式联运、集装箱运输、航空运输、快递、进出口专业报关和税务、干仓和冻仓存储、码头、保险及航运代理。

## 下属企业
- 珠海振戎公司
- 澳门公共汽车股份有限公司
- 南光石油化工有限公司
  - 澳門油庫管理有限公司
  - 南光航空燃料服務有限公司
  - 南光聯發行有限公司
  - 南光天然氣有限公司
  - 中國特種設備檢測(澳門)有限公司
- 澳门中旅（国际）酒店管理有限公司
  - 濠璟酒店
  - 富豪酒店
  - 帝濠酒店
  - 京都酒店
  - 澳门万豪轩集团餐饮管理有限公司
- 澳门中国旅行社股份有限公司
  - 澳门新時代出租汽车有限公司

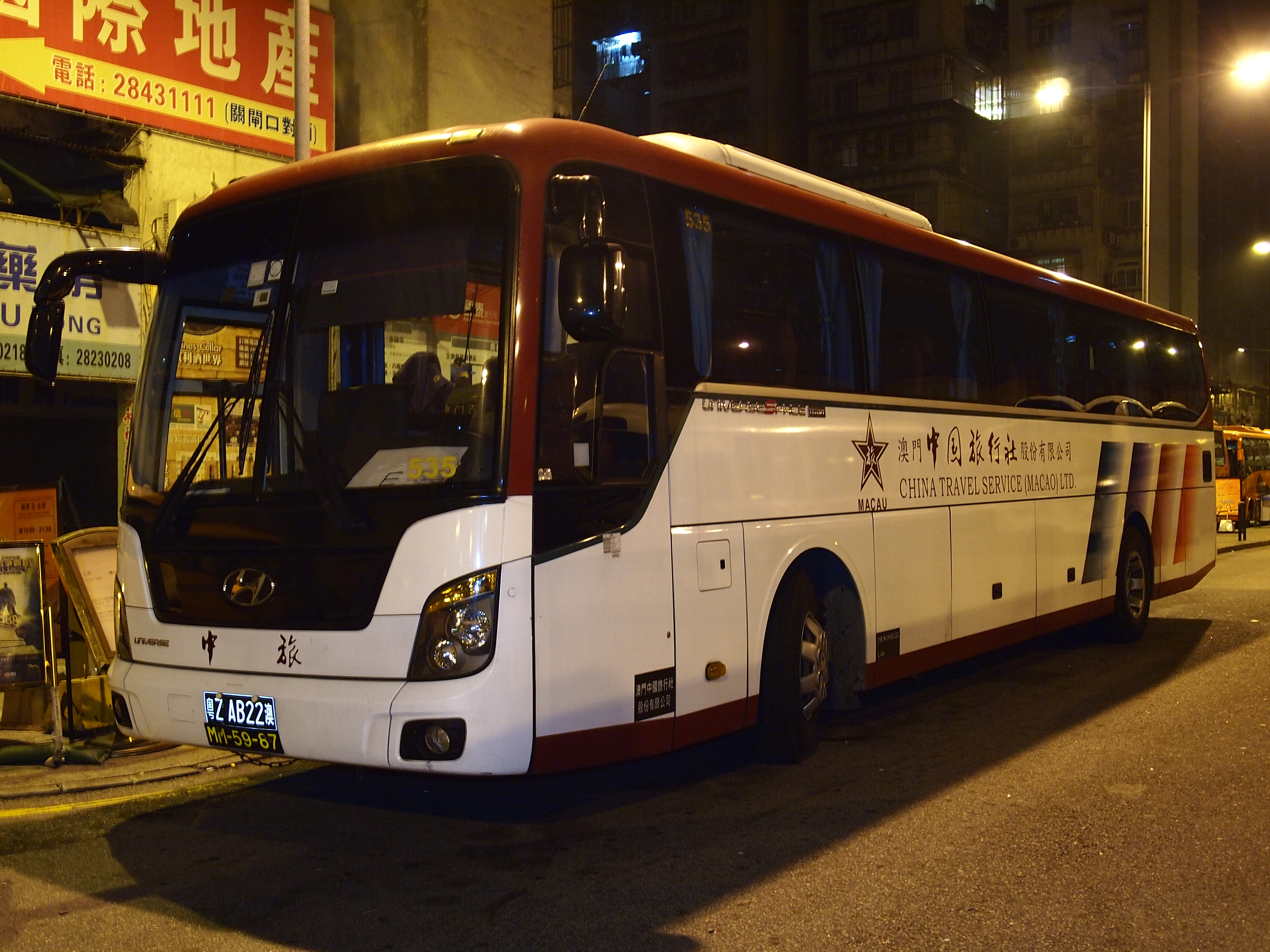
南光集团旗下澳門中旅的巴士

  - 港珠澳陸路交通運輸（澳門）股份有限公司（與港珠澳大橋穿梭巴士有限公司及珠海粵拱信海運輸有限責任公司合營港珠澳大橋穿梭巴士服務）
  - 致富有限公司
  - 高洁专业洗衣有限公司
- 南光置业有限公司
- 南光物流有限公司
  - 南光贸易有限公司
  - 南光谷丰配送有限公司
- 南光文化创意产业有限公司
  - 南光国际会议展览有限公司
  - 南光展览工程有限公司
  - 华澳国际会议展览有限公司
  - 南光（澳门）职业介绍所有限公司
- 南光（上海）投资有限公司
- 北京南光石油化工有限公司
- 江門江灣南光投資發展有限公司
- 中国天元华创投资有限公司
- 天津振戎国际能源有限公司
- 中经实业开发公司
- 天宝石油贸易有限公司

## 另見
- 中央企業（央企）
- 澳門經濟